# Youssef Aït Bennasser
Youssef Aït Bennasser (arabisch يوسف آيت بن ناصر; * 7. Juli 1996 in Toul, Frankreich) ist ein marokkanisch-französischer Fußballspieler, der beim türkischen Erstligisten Samsunspor unter Vertrag steht.

## Karriere

### Verein
Bennasser begann seine fußballerische Ausbildung bei der AS Nancy, wo er von 2013 bis 2015 parallel in der Jugend und der B-Mannschaft spielte. 2015/16 unterschrieb er seinen ersten Profivertrag bei Nancy. Sein Debüt für die Profis gab er am 6. August 2015 (1. Spieltag) beim 0:0 gegen den FC Tours, als er über di vollen 90 Minuten auf dem Platz stand. Sein erstes Profitor schoss er Ende November beim 3:1-Sieg über den AC Le Havre, gegen den er den Endstand zum 3:1 in der Nachspielzeit schoss. In der gesamten Saison 2015/16 gelangen ihm 33 Spiele, ein Tor und zwei Torvorlagen. Am Ende der Saison stieg die AS Nancy in die Ligue 1 auf. In der Folgesaison wechselte er zur AS Monaco, wurde aber für die Saison 2016/17 noch an die AS Nancy verliehen, sodass er eine weitere Saison bei seinem Ausbildungsverein verbrachte. Sein Ligue-1-Debüt gab er schließlich am 14. August 2016 (1. Spieltag) beim 0:3 gegen Olympique Lyon. Am 10. September 2016 (4. Spieltag) schoss er sein Premierentreffer in der obersten französischen Spielklasse beim 2:0 gegen den FC Lorient. Nach der Saison steig er mit Nancy direkt wieder ab, kehrte jedoch wieder zu AS Monaco zurück. Kurz nach Saisonbeginn 2017/18 wurde er jedoch wieder verliehen, diesmal an Ligakonkurrent SM Caen. Bennasser debütierte für Caen am 20. August 2017 (3. Spieltag) beim 2:0-Sieg über den OSC Lille. Wettbewerbsübergreifend spielte er in der Saison 29 Mal für Caen. Nach seiner Rückkehr spielte er zunächst eine Zeit lang in Monaco und gab am 2. September 2018 (4. Spieltag) gegen Olympique Marseille. In der Champions League spielte er das erste Mal am 24. Oktober 2018 das erste Mal und sammelte somit erste internationale Erfahrungen. Für Monaco kam er in der Saison insgesamt dreimal in der Königsklasse und 13 Mal in der Liga, wobei er in seinen ersten drei Partien insgesamt zwei Treffer vorbereiten konnte. Für den Rest der Saison wurde er Ende Januar an die AS Saint-Étienne verliehen. Für die Nordfranzosen gab er am 10. Februar 2019 (24. Spieltag) sein erstes Spiel gegen Stade Rennes ab. In der restlichen Saison spielte er noch zwölf weitere Male im Trikot der ASSE zum Einsatz. Nach seiner Rückkehr wurde ein Leihgeschäft mit Girondins Bordeaux vereinbart, das eine Kaufoption von 4–5 Millionen Euro enthielt. In Südfrankreich gab er sein Debüt am 25. September 2019 (7. Spieltag) beim 3:1-Sieg gegen den SC Amiens. Im Verlauf der Saison spielte er noch elf weitere Spiele für Girondins. In der Saison 2020/21 kam Bennasser kein einziges Mal zum Einsatz.
Anschließend verließ er den Verein im Sommer 2021. Zwei Monate später unterschrieb er in der zweiten türkischen Liga bei Adanaspor. Nach eineinhalb Jahren als Stammspieler wechselte er im Februar 2023 zum Ligakonkurrenten Samsunspor, mit dem er am Saisonende in die Süper Lig aufstieg.

### Nationalmannschaft
Bennasser spielte einmal für die marokkanische U17-Nationalmannschaft.
Sein Debüt für die A-Nationalmannschaft gab er am 31. August 2016 in einem Testspiel gegen Albanien. Mit der Mannschaft nahm er 2017 und 2019 an der Afrikameisterschaft teil und gehörte zudem auch bei der Weltmeisterschaft 2018 dem marokkanischen Kader an, blieb dort jedoch ohne Einsatz. Bis September 2019 bestritt er insgesamt 24 Länderspiele.

## Erfolge
- Aufstieg in die Ligue 1: 2016
- Aufstieg in die Süper Lig: 2023